# Die Presse
Die Presse je rakouský deník se sídlem ve Vídni. Jeho orientace bývá označována jako středopravicová či křesťanskodemokratická, v minulosti byl symbolem liberalismu. Tradičně je kritikem rakouských velkých koalic. List má dlouhou tradici, jeho první číslo vyšlo 3. července 1848 během revoluce roku 1848 (vzorem byl francouzský deník La Presse Émila de Girardina). K této tradici se deník hlásí i svým mottem "Svobodný od roku 1848". Jeho zakladatelem byl podnikatel August Zang. V roce 1849 úřady deník načas zakázaly, načež ho Zang chvilku vydával v Brně, kde nebyl výjimečný stav. Brzy tento brněnský deník zanikl, ale v roce 1851 úřady vydávání deníku znovu povolily ve Vídni. V roce 1864 se odtrhla část redakce pod vedením Maxe Friedländera a vytvořila Neue Freie Presse, ukázkový liberální deník, který si získal značný vliv, takže samotný Die Presse ztratil význam. Byl koupen vládou a fungoval jako úřední list, ale v roce 1896 definitivně zanikl. Neue Freie Presse prožil zlatou éru zejména na konci 19. století, kdy pro něj pracovalo v jednu chvíli 500 stálých novinářů a byl třetím největším deníkem na světě. V roce 1938 byl Neue Freie Presse arizován nacisty. Nejprve byl sloučen s Neue Wiener Journal a krátce nato, roku 1939, zcela zanikl. Po konci druhé světové války rakouský odbojář Ernst Molden (zástupce šéfredaktora Neue Freie Presse v letech 1921-1939) deník obnovil, ovšem pod původním jménem Die Presse. Deník dlouhodobě bojoval o finanční přežití, dokud se v 60. letech 20. století nestala hlavním akcionářem Rakouská obchodní komora. Od roku 1999 je vlastníkem Styria Medien AG, konzervativně-liberální mediální skupina založená katolickou církví. Spolu s Der Standard, Salzburger Nachrichten a Wiener Zeitung bývá označován jako jeden ze čtyř celostátních seriózních deníků v Rakousku. Deník je často citován v zahraničí jako reprezentant rakouského tisku. V roce 2013 se náklad pohyboval okolo 80 000 výtisků, počet čtenářů se pohyboval okolo 300 000.
Zejména na konci 19. století a v meziválečném období do listu přispívala řada významných osobností, mezi nimi například Eduard Hanslick, Theodor Herzl, Hugo von Hofmannsthal, Felix Salten, Arthur Schnitzler, Berta von Suttnerová nebo Stefan Zweig. Přes liberální orientaci listu do něj psali například i Karl Marx a Friedrich Engels. Na začátku 60. let 19. století pro Die Presse vytvořili sérii článků o americké občanské válce, které byly později shromážděny do knihy Občanská válka ve Spojených státech. Marx pak krátce působil i jako londýnský korespondent listu, ale většinu jím zaslaných článků redakce odmítla otisknout a spolupráce rychle skončila.
Ve své zlaté éře byl deník symbolem liberalismu i žurnalismu jako takového, a byl často terčem výpadů, například ze strany satirika Karla Krause, který obzvláště nenáviděl tehdejšího šéfredaktora listu Morize Benedikta. Ve své hře Poslední dny lidstva Kraus označil Benedikta za „pána hyen". Známý je též Krausův bonmot, že "neexistuje ničemnost, kterou by redaktor Neue Freie Presse nebyl schopen hájit za peníze, stejně jako neexistuje žádná hodnota, kterou by nebyl připraven popřít z idealismu". Deník byl rovněž tradičním předmětem nenávisti krajní pravice, protože do něj často psali liberálně orientovaní Židé. Během arizace v roce 1938 bylo propuštěno 22 členů redakční rady ze 37 právě s tím, že jsou Židé.